# Берегова тундра Баффінової Землі
Берегова тундра Баффінової Землі (англ. Baffin coastal tundra) — північноамериканський екорегіон тундри, що виділяється Світовим фондом дикої природи.

## Розташування
Берегова тундра Баффінової Землі — невеликий екорегіон, розташований уздовж північних берегів Центральної Баффінової Землі, територія Нунавут, Канада. Узбережжя скелясте, з багатьма фіордами, вирізаними льодовиками у горах Баффіна. Клімат: коротке літо (середня температура 1 °C) та довга, холодна зима (середня температура -22,5 °C).

## Флора
Рослинний покрив є рідкісним у сухіших районах, тоді як у вологіших районах зустрічається мох, осокові, чагарники: ломикамінь супротивнолистий, верба арктична та мак полярний.

## Фауна
Узбережжя є місцем розмноження пуночки та домівкою для білого ведмедя, зайця, песця, лемінгів та карибу.